# 유스티니아누스 왕조 치하의 동로마 제국
유스티니아누스 왕조는 518년부터 602년까지 동로마 제국의 첫 번째 전성기를 구가했던 왕조로써 북아프리카. 일리리아, 이탈리아, 남부 스페인을 제국령에 편입시키며 제국 역사상 가장 넓은 영토를 차지한 왕조이다.
유스티니아누스 왕조는 총 5명의 황제를 배출하였다.

## 로마 제국 황제
- 유스티누스 1세(Flavius Iustinus, 518년 ~ 527년)
  - 공동황제 유스티니아누스 1세(Petrus Sabbatius, 527년)

- 유스티니아누스 1세(Petrus Sabbatius, 527년 ~ 565년)
  - 공동통치자 테오도라(Theodora)

- 유스티누스 2세(Flavius Iustinus Iunior, 565년 ~ 574년)

- 티베리우스 2세(Flavius Tiberius Constantinus, 578년 ~ 582년)

- 마우리키우스(Flavius Mauricius Tiberius, 582년 ~ 602년)
  - 공동황제 테오도시우스(590년 ~ 602년)

## 최후
유스티니아누스 왕조는 마우리키우스 황제가 602년 반란으로 포카스에 의해 처형되며 끝이 난다.

## 기타
| 전임 레오 왕조 (457 - 518) | 로마 제국의 왕조 518년 - 602년 | 후임 이라클리오스 왕조 (610 - 711) |

## 같이 보기
- 야만왕국